# Maasbree
Maasbree (uitspraakⓘ) (in de plaatselijke streektaal 'Bree') is een plaats en voormalige gemeente in Nederlands-Limburg. De plaats telt ongeveer 5000 inwoners (kern) en 1500 in het buitengebied. Maasbree maakt deel uit van de gemeente Peel en Maas.
Tot Maasbree worden ook de buurtschappen 't Rooth, Dubbroek en Tongerlo gerekend.

## Geschiedenis

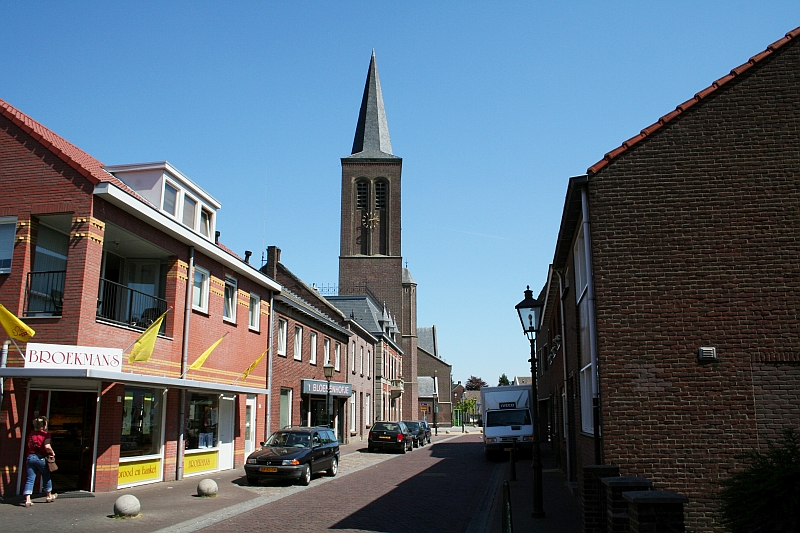
Dorpstraat in Maasbree. Op de achtergrond de rooms-katholieke parochiekerk.

In de Middeleeuwen behoorde Maasbree tot het graafschap Kessel, dat weer deel uitmaakte van het Overkwartier van Gelre of Spaans Opper-Gelre. Zoals overal in die tijd was ook in Maasbree landbouw en veeteelt het hoofdmiddel van bestaan. Tijdens de Spaanse Successieoorlog rond 1702 werd het gebied door Pruisische troepen bezet, en zo bleef het als deel van Pruisisch Opper-Gelre ongeveer een eeuw lang Duits.

### Bree
Het dorp Bree wordt voor de eerste keer genoemd in een akte uit het jaar 1240 waarbij ene Diederik, Heer van Altena, vele rechten schonk aan de monniken van het pas gestichte klooster Sint-Elisabethsdal bij Nunhem. In Bree had heer Diederik bepaalde rechten die hij aan de kloosterlingen gaf, waaronder het recht om een persoon voor te dragen die in Bree het pastoorsambt mocht gaan bekleden. Uit deze oorkonde blijkt dus duidelijk, dat Bree in 1240 bestond als gemeenschap en dat er een kerk was.
In deze tijd was Maasbree een heerlijkheid en kende een kasteel genaamd Huis Bree, dat inmiddels verdwenen is. Dit Huis is hoogstwaarschijnlijk in handen geweest van de familie Van Brede. De vroegste schriftelijke vermelding van Huis Bree dateert van 1431. Op de plek van Huis Bree staat nu de boerderij 'De Plaats', welke werd gebouwd in 1695. In de volksmond werd hiermee het terrein achter het kasteel bedoeld. In die tijd was het landgoed ruim 67 hectare groot. Daarvan horen er nu nog 3,5 bij de boerderij de Plaats;
Het bestuur van het dorp werd - tot de komst van de Fransen - gevormd door de Schepenbank. Aan het hoofd hiervan stond een schout, die door de Heer benoemd werd. Wat Bree betreft kwam dit recht, evenals de andere heerlijke rechten achtereenvolgens toe aan de graaf (later hertog) van Gelre, de hertog van Bourgondië en de koning van Spanje. In 1673 kocht de Heer van Arcen, die door erfenis in het bezit van Huis Bree gekomen was, deze rechten van de Spaanse koning.
Bijna alle bewoners voorzagen in hun levensonderhoud door te werken in de landbouw en veeteelt. Er lagen enkele grotere boerderijen in Bree, onder andere de Kerckenhof, hof Tongerlo, de hof aengen Eijnde, Baelshof, de grote en de kleine Westeringsehof en Haenenhof. Deze hoeven waren eigendom van adellijke heren of welgestelde burgers uit andere plaatsen en soms van kerken of kloosters. Ook hadden sommige inwoners een klein boerderijtje in eigendom, terwijl anderen als dagloner de kost moesten zien te verdienen. Natuurlijk waren er ambachtslieden, maar die hadden toch meestal ook een boerenbedrijfje.
Op 16 september 1786 (Sint Cornelisdag) werd Bree getroffen door een felle brand. Uit een schatrekening van het jaar 1787 blijkt, dat 17 huizen door het vuur verloren gingen. De straatnaam Brand 1786 herinnert aan deze gebeurtenis;

### Maasbree
Na 1794 bezette het Franse leger het gebied en een nieuwe bestuursorganisatie kwam tot stand. Gemeenten met minder dan 5000 inwoners werden bij elkaar gevoegd en zo vormden Blerick, Baarlo en Bree samen 'Mairie de Bree', vanaf 1818 Maasbree genoemd. De gemeenteraad vergaderde in het Blerickse Raadhuis omdat Blerick het grootste dorp van die gemeente was. Sinds het einde van de negentiende eeuw heeft de stad Venlo verschillende pogingen ondernomen om Blerick uit de gemeente Maasbree los te weken en bij Venlo te voegen.
Toen in 1938 burgemeester Janssens aantrad, werd de discussie opnieuw aangezwengeld, ditmaal door het provinciaal bestuur. Ondanks veel tegenstand van de meeste Blerickse raadsleden en veel Blerickenaren, keerde het tij langzaam ten gunste van Venlo. Ondertussen brak in 1940 de Tweede Wereldoorlog uit. En tijdens het eerste oorlogsjaar viel voor Blerick het doek. Op 1 oktober 1940 gebeurde waartegen veel Blerickenaren zich jarenlang hadden verzet: de samenvoeging met Venlo.

## Bezienswaardigheden
- De Sint-Aldegondiskerk
- Het voormalig Sint-Jozefklooster, uit 1902
- Het raadhuis, uit 1872
- Kapel in 't Rooth of Onze-Lieve-Vrouw-van-Barmhartigheidkapel, uit 1695
- Sint-Annakapel
- Sint-Antoniuskapel
- Sint-Jozefkapel aan de Zandberg
- Mariakapel in buurtschap Lange Hout
- Mariakapel in buurtschap Lange Heide
- Mariakapel/Kapel Haenenhof in buurtschap Korte Heide
- Mariakapel in buurtschap Korte Heide
- Mariakapel in buurtschap Rinkesfort
- Hagelkruis 't Heeske
- Voormalig Huis Bree, zetel van de vroegere heerlijkheid.
- Voormalig kasteeltje Westering, verwoest in 1944 en daarna gesloopt.

## Natuur en landschap
Maasbree ligt op het middenterras van de Maas, op een hoogte van ongeveer 30 meter. De weg van Panningen naar Blerick, die direct ten zuiden van de kom loopt, volgt het tracé van de ooit geprojecteerde Noordervaart. Ook de Everlose Beek doet dat hier.
Ten zuiden van Maasbree ligt de Breukerheide, een bosrijk gebied. Geïsoleerde vennen zijn Vlasroot en Klokkeven. In het oosten ligt het natuurgebied Dubbroek in het laagterras waar ooit de Maas meanderd heeft. Ten noorden van Maasbree ligt natuurgebied Asbroek.
Maasbree ligt op zandgrond en wordt omringd door landbouwgebied.

## Cultuur
In Maasbree zijn vele verenigingen actief, waaronder veel muziek- en sportverenigingen.

### Muziekverenigingen
- Drumband & Majorettenkorps Maasbree;
- Fanfare Sint Aldegondis Maasbree;
- Maasbrees Mannenkoor;
- Jonge Mannenkoor
- Zanggroep 'Velocity';

### Sport en spel
- Badmintonclub BCM'80;
- Bowlingclub "BVM"
- Golfclub "Meyl op Seven";
- Handbalclub: "BSAC" (Breeton Sport Alcides Combinatie);
- Judo- en Jiu Jitsuclub 'Majuso';
- Landelijke Rijvereniging en Ponyclub "De Cowboys" Maasbree;
- Tennis Club LTC Maasbree;
- MGC De Pool
- Schutterij St. Martinus Maasbree
- Voetbalvereniging "MVC '19";
- Volleybalclub "VC Asterix" Maasbree;
- Beugelclub "de Treffers"

### Overige
- Jong Nederland Maasbree;
- Stichting Kinderfeesten Maasbree;
- Theatergroep Habbekrats;
- J.C. Mafcentrum Maasbree;
- Stichting Kinder Vakantie Werk (KVW) Maasbree;
- Winkeliersvereniging Maasbree;

### Evenementen
- Tijdens het jaarlijkse Carnaval wordt Maasbree omgedoopt tot het zogenaamde 'Habberiëk'. Deze naam is afgeleid van de vogel d’n Hoephab of “Hab";
- Sinds 1961 vinden de traditionele lokale Ossefeesten plaats, destijds nog ‘breugeliaans feest’ genoemd. Het vijfdaagse en jaarlijkse evenement vindt in het begin van augustus plaats in het centrum van Maasbree en wordt georganiseerd door de plaatselijke Fanfare;
- Sinds 1963 vindt de KVW-week (KinderVakantieWerk) plaats tijdens de schoolvakantie. Het is een zesdaags evenement dat wordt georganiseerd voor kinderen van basisschoolgroepen 2 t/m 8.
- Het Limburgse benefietconcert 'Artieste veur KiKa' vond in 2005 voor het eerst plaats in Maasbree, maar moest later uitwijken naar een grotere locatie;
- In het laatste weekend van augustus vindt jaarlijks het MVC Top O12 Toernooi plaats. Een 2-daags internationaal jeugdtoernooi waar spelers onder de 12 jaar van professionele voetbalclubs als Ajax, Chelsea en Borussia Dortmund het tegen elkaar opnemen.

## Voormalige gemeente
De gemeente telde 12.857 inwoners (2007, bron: CBS) en had een oppervlakte van 51,62 km² (waarvan 3 km² water). Tot de gemeente behoorde Baarlo en tot 1940 ook Blerick. In dat jaar werd Blerick bij Venlo gevoegd.
Per 1 januari 2010 maakt Maasbree deel uit van de gemeente Peel en Maas. Daarin wonen ruim 45.534 inwoners (22 november 2024). De gemeente Peel en Maas bestaat uit de kernen: Baarlo, Beringe, Egchel, Grashoek, Helden, Kessel, Kessel-Eik, Koningslust, Maasbree, Meijel en Panningen.

### Gemeentewapen
Bij beschikking van 17 september 1853 van de toenmalige minister van Binnenlandse zaken Gerlach Cornelis Joannes van Reenen, kende de Hoge Raad van Adel aan de gemeente Maasbree een gemeentewapen toe. Het bestond uit: "Een schild van lazuur met een links gaand gevleugeld hert sommé van een kruis tussen de hoornen, alles van goud, parti van keel met een springend hert van goud sommé van hetzelfde, het chef van het schild van goud met eenen adelaar van sabel". Omtrent de betekenis van dit wapen kan het volgende worden vermeld:
- De adelaar heeft betrekking op het dorp Maasbree. Deze wapenfiguur is afgeleid van het zegel der schepenbank van de heerlijkheid Bree. Dit zegel bevatte het beeld der kerkpatrones, de H. Aldegundis, met o.m. een schild waarop een adelaar voorkwam. Dit schild met adelaar is zeer waarschijnlijk een herinnering aan het wapen der eigenaars van het huis Bree.
- Het naar links springende hert heeft betrekking op het dorp Baarlo. In het zegel van de schepenbank van Baarlo uit 1629, komt het beeld van de H. Petrus voor met o.m. een schild waarop een naar links springend hert voorkwam.
- Het gevleugelde hert heeft betrekking op Blerick en is uit het vroegere wapen van Blerick en houdt waarschijnlijk verband met de kerkpatroon St. Hubertus.

Een afbeelding van het wapen werd ook als logo gebruikt.

### Gemeentevlag
Bij besluit van de gemeenteraad van 5 oktober 1962 is een gemeentevlag vastgesteld volgens de volgende beschrijving: 'Rechthoekig, aan de onderzijde twee gelijke vlakken waarvan de hoogte 2/3 van de totale hoogte van de vlag bedraagt, links blauw, rechts rood; aan de bovenzijde een gele baan die over de gehele lengte van de vlag loopt, met een hoogte van 1/3 van de totale hoogte van de vlag'.

### Gemeenteraad
De laatste gemeenteraad telde 15 zetels:
- CDA 6 zetels
- PvdA 3 zetels
- Democratische Samenwerking 3 zetels
- Fractie Wilms 1 zetel
- Lokaal Aktief 1 zetel
- GroenLinks 1 zetel

## Trivia
- De oorsprong van de oorspronkelijke naam 'Bree' is niet geheel duidelijk. Het zou kunnen gaan om een niet afgeperkte akker. Andere verklaringen zijn, dat de naam afkomstig is van 'bred' wat houten nederzetting zou betekenen. Ook zou de naam een verbastering kunnen zijn van broek, wat moeras betekent. Dat laatste kan betrekking hebben op het naastgelegen Dubbroek, een natuurgebied van circa 148 hectare groot welke gelegen is in een oude maasbedding.
- Vóór 1818 kende het dorp de naam 'Bree' en was een adellijke heerlijkheid. Na 1794 bezette het Franse leger het gebied en kwam er een nieuwe bestuursorganisatie. Ook het Nederlandse postsysteem vindt zijn oorsprong in deze tijd. De Franse bezetting stond aan de basis voor de ontwikkeling van het Nederlandse postsysteem omdat de Franse posterijen destijds al behoorlijk ontwikkeld waren. Tot aan de eeuwwisseling groeide het aantal posterijen in Nederland en op 15 januari 1799 kwamen alle posterijen in handen van de Nederlandse staat. Op dat moment werd alleen de overheid in staat geacht de grootschalige vervoering van poststukken in goede banen te leiden. Er ging er veel mis met de bezorging van poststukken, omdat Belgisch Limburg ook een stadje 'Bree' kende (net over de grens bij Maaseik). Er werd er naar een oplossing gezocht en een nieuwe naam 'Maasbree' werd ingevoerd omdat het dorp langs een oude maas-tak lag (natuur- en moerasgebied Dubbroek);
- Op 13 mei 2005 haalde het dorp de (inter)nationale media door een uit de hand gelopen bankoverval. Om 12.30 uur bedreigde de verdachte het personeel en de aanwezige klant met explosieven, die hij achteraf niet bij zich bleek te hebben, ook eiste hij geld. Nadat de medewerkers en de klant het bankgebouw hadden weten te ontvluchten, bleef de overvaller alleen in het gebouw achter. Later werd alles binnen een straal van honderd meter van de bank ontruimd, terwijl een onderhandelingsteam van de politie onderhandelde met de verdachte. Zo'n 185 omwonenden werden uit veiligheidsoverwegingen uit hun huis gehaald en opgevangen in het gemeenschapshuis. Een kinderdagverblijf in de buurt van de bank werd al eerder ontruimd. Na uren onderhandelen is de politie met een arrestatieteam het gebouw binnen gegaan om een einde te maken aan de bankoverval. Met behulp van politiehonden is rond 19.00 uur de overvaller overmeesterd. Daarbij liep hij beetwonden op en werd geblinddoekt en met ontbloot bovenlijf op een brancard afgevoerd. Na de inrekening heeft de politie samen met eenheden van het Explosieven Opruimingscommando het bankgebouw op explosieven onderzocht. Hierbij werd niets gevonden. Omdat de overvaller Duits sprak, hield de politie er rekening met dat de overval de vermiste Duitse crimineel Thomas Wolf was. Achteraf bleek het niet om hem te gaan (Wolf werd na 9 jaar, op 27 mei 2009, opgepakt in Hamburg).

## Bekende Maasbreeënaren
- Sjraar Cox, politicus
- Jens Jacobs, profvoetballer
- Jens Janse, profvoetballer
- Antony Kok (1882-1969), schrijver en dichter
- Ton van Reen, schrijver
- Eric Roest, marineofficier, bevelhebber der Zeestrijdkrachten
- Gijs Trepels, kunstschilder

## Nabijgelegen kernen
Baarlo, Koningslust, Panningen, Helden, Blerick, Sevenum, Helenaveen
Dorpen: Baarlo · Beringe · Egchel · Grashoek · Helden · Kessel · Kessel-Eik · Koningslust · Maasbree · Meijel · Panningen

Buurtschappen: Belgenhoek · Berg · Bong · Broek · Dekeshorst · Dijk · Donk (Kessel) · Donk (Meijel) · Driessen · Dubbroek · Egchelheide · Everlo · Groeze · 't Heeske · Hei (Baarlo) · Hei (Kessel) · Heldensedijk · Hof · In de Hoeven · Hert · Hout · Houthei · Houwenberg · Hub · Katsberg · Kaumeshoek · De Kievit · Korte Heide · Keup · Laagheide · Laar · Lange Heide · Lang Hout · Langstraat · Leeuwerik · Loo · Maris · Molenbaan · Molenhuizen · Nederweerterdijk · Onder en Eindt · Oyen · Platveld · Rinkesfort · Roggelsedijk · 't Rooth · Schafelt · Siberië · Soeterbeek · Spiesberg · Spurkt · Steenoven · Tongerlo · Vergelt · Vieruitersten · Vliegert · Vosberg · Vliegert · Witdonk · Zandberg (Helden) · Zandberg (Maasbree) · Zelen

Limburg: Steden en dorpen      Nederland: Provincies · Gemeenten